# Parcé-sur-Sarthe
Parcé-sur-Sarthe est une commune française, située dans le département de la Sarthe en région Pays de la Loire, peuplée de 1 998 habitants (les Parcéens).
La commune fait partie de la province historique de l'Anjou (Baugeois).

## Géographie
La commune de Parcé est située sur la Sarthe. Avant la Révolution française, Parcé contrôlait le passage de la Sarthe entre l'Anjou et le Maine.
|                 | Avoise           |                                            |
| Solesmes        | Parcé-sur-Sarthe | Dureil                                     |
| Vion, Louailles |                  | Le Bailleul, Arthezé, Malicorne-sur-Sarthe |

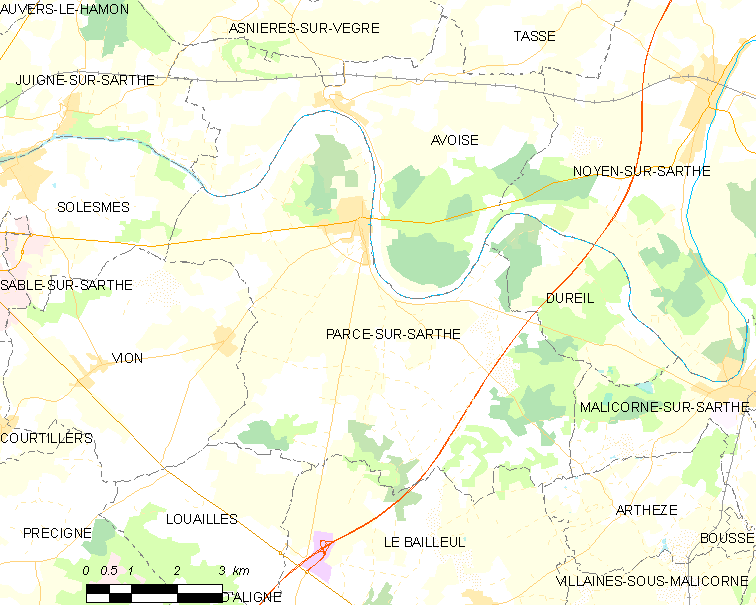
Carte de la commune de Parcé-sur-Sarthe et des proches communes.

### Climat
Pour des articles plus généraux, voir Climat des Pays de la Loire et Climat de la Sarthe.
En 2010, le climat de la commune est de type climat océanique altéré, selon une étude du CNRS s'appuyant sur une série de données couvrant la période 1971-2000. En 2020, Météo-France publie une typologie des climats de la France métropolitaine dans laquelle la commune est exposée à un climat océanique et est dans la région climatique  Moyenne vallée de la Loire, caractérisée par une bonne insolation (1 850 h/an) et un été peu pluvieux. 
Pour la période 1971-2000, la température annuelle moyenne est de 11,5 °C, avec une amplitude thermique annuelle de 14,2 °C. Le cumul annuel moyen de précipitations est de 663 mm, avec 11,6 jours de précipitations en janvier et 6,3 jours en juillet. Pour la période 1991-2020, la température moyenne annuelle observée sur la station météorologique de Météo-France la plus proche, sur la commune de Saint-Loup-du-Dorat à 17 km à vol d'oiseau, est de 12,2 °C et le cumul annuel moyen de précipitations est de 760,0 mm,. Pour l'avenir, les paramètres climatiques de la commune estimés pour 2050 selon différents scénarios d'émission de gaz à effet de serre sont consultables sur un site dédié publié par Météo-France en novembre 2022.

## Urbanisme

### Typologie
Au 1er janvier 2024, Parcé-sur-Sarthe est catégorisée bourg rural, selon la nouvelle grille communale de densité à sept niveaux définie par l'Insee en 2022.
Elle est située hors unité urbaine. Par ailleurs la commune fait partie de l'aire d'attraction de Sablé-sur-Sarthe, dont elle est une commune de la couronne,. Cette aire, qui regroupe 39 communes, est catégorisée dans les aires de moins de 50 000 habitants,.

### Occupation des sols
L'occupation des sols de la commune, telle qu'elle ressort de la base de données européenne d’occupation biophysique des sols Corine Land Cover (CLC), est marquée par l'importance des territoires agricoles (79,3 % en 2018), une proportion sensiblement équivalente à celle de 1990 (79,9 %). La répartition détaillée en 2018 est la suivante : 
terres arables (34,9 %), prairies (33,1 %), forêts (18,4 %), zones agricoles hétérogènes (11,3 %), zones urbanisées (2,3 %). L'évolution de l’occupation des sols de la commune et de ses infrastructures peut être observée sur les différentes représentations cartographiques du territoire : la carte de Cassini (XVIIIe siècle), la carte d'état-major (1820-1866) et les cartes ou photos aériennes de l'IGN pour la période actuelle (1950 à aujourd'hui).

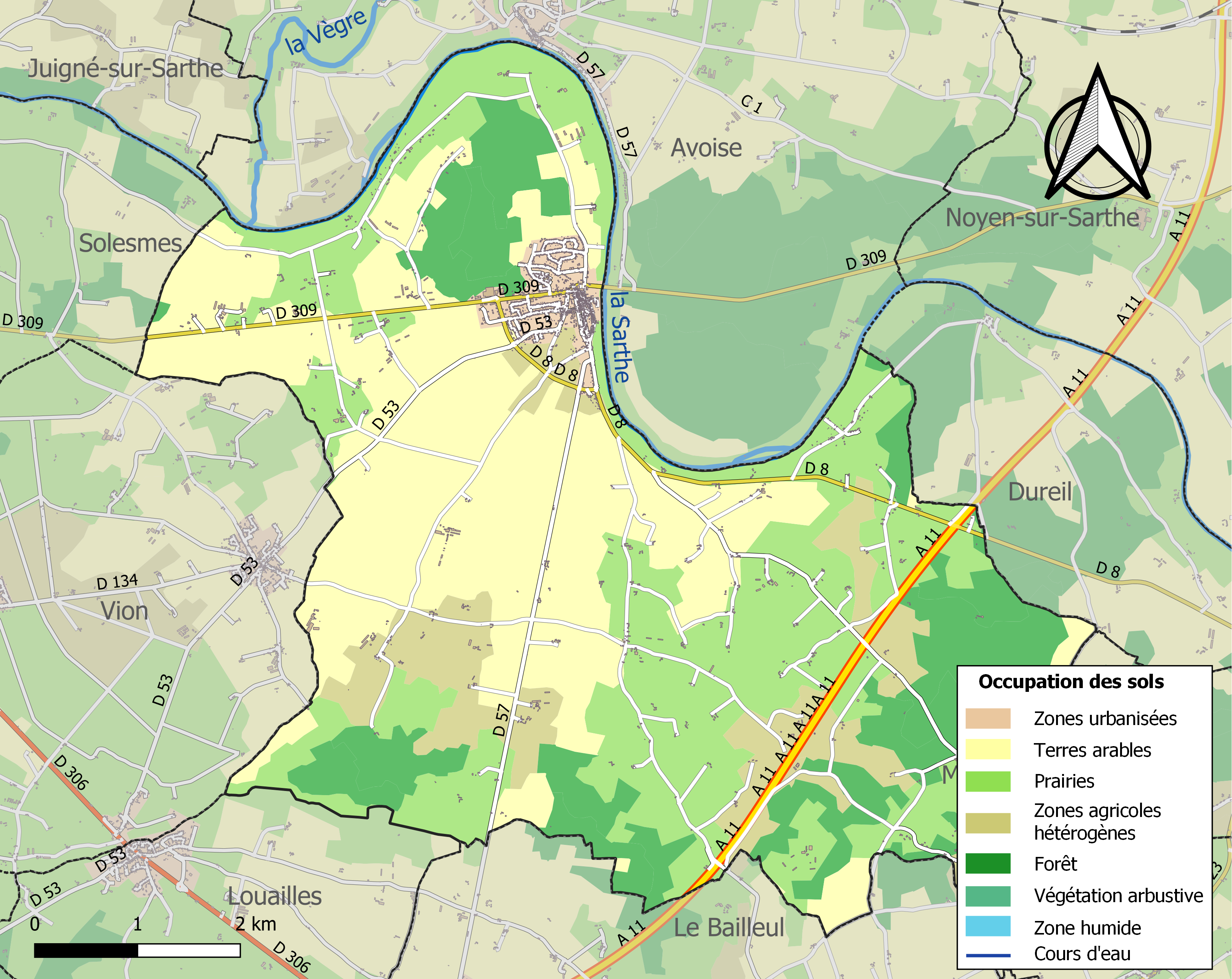
Carte des infrastructures et de l'occupation des sols de la commune en 2018 (CLC).

## Histoire
Parcé partagea son histoire avec l'Anjou et fait partie du Maine angevin.
Les seigneurs de Parcé appartenaient à la grande famille de Champagne-Parcé, connue depuis le Xe siècle, souvent dite de Champagne au Maine alors qu'il s'agit bien en fait de la Champagne d'Anjou [la Champagne du Maine, à l'ouest du Mans et proche de l'abbaye de Champagne, avait d'autres seigneurs, notamment les Beaumont de Ste-Suzanne de Brienne et leurs descendants Laval-Loué, aussi les Tucé et Beaumanoir-Lavardin ; sa partie méridionale, juste au nord de la Sarthe, formait la Champagne-Hommet, avec Juigné, Auvers, Avessé, Asnières..., échue en 1373 à d'autres descendants des Beaumont, les Villiers du Hommet]. La famille de Parcé eut aussi Champigné, Durtal et Mathefelon, La Suze (voir des précisions à ces deux derniers articles) et Villaines, et même au XVe siècle des fiefs dans le royaume de Naples, puis au XVIIe siècle les comtés de Belfort et de Ferrette. Localement, on les trouvait aussi au Bailleul, à Avoise et Pescheseul etc. ; ils étaient décorés des titres de prince de Pe(s)cheseul-en-Avoise, premier baron du Maine ou premier baron d'Anjou. La branche des Champagne ainsi titrée et fieffée s'éteignit dans les Châteaubriant des Roches-Baritaut de Grassay, les Du Puy du Fou dauphins ou marquis de Combronde, enfin les Lévis-Mirepoix. En 1701, il y eut une vente, et les Barrin de La Galissonnière devinrent seigneurs de Parcé, Avoise et Pescheseul jusqu'à la Révolution et même, pour la propriété du domaine, jusqu'au XIXe siècle,.
Au Moyen Âge, la paroisse faisait partie de la sénéchaussée angevine de La Flèche.
Sous l'Ancien Régime, la commune était rattachée au pays d'élection de La Flèche.
Lors de la Révolution française, la commune fut, comme toutes celles de la sénéchaussée de La Flèche, rattachée au nouveau département de la Sarthe.
En 1801, lors du Concordat, la paroisse fut détachée du diocèse d'Angers pour celui du Mans.
Claude Chappe réalise sa première expérience publique de communication à distance entre Parcé et Brûlon le 2 mars 1791. L'expérience consista à placer deux cadrans mobiles dotés d'aiguilles et de chiffres, appelés tachygraphe, installés respectivement dans son village natal de Brûlon, distant de 14 km, et le village de Parcé. L'expérience, qui consistait à envoyer un message dans chaque sens, fut réussie et authentifiée par un compte rendu officiel. Claude Chappe put, avec ces preuves de fonctionnement, se rendre à Paris pour promouvoir son invention.

## Politique et administration

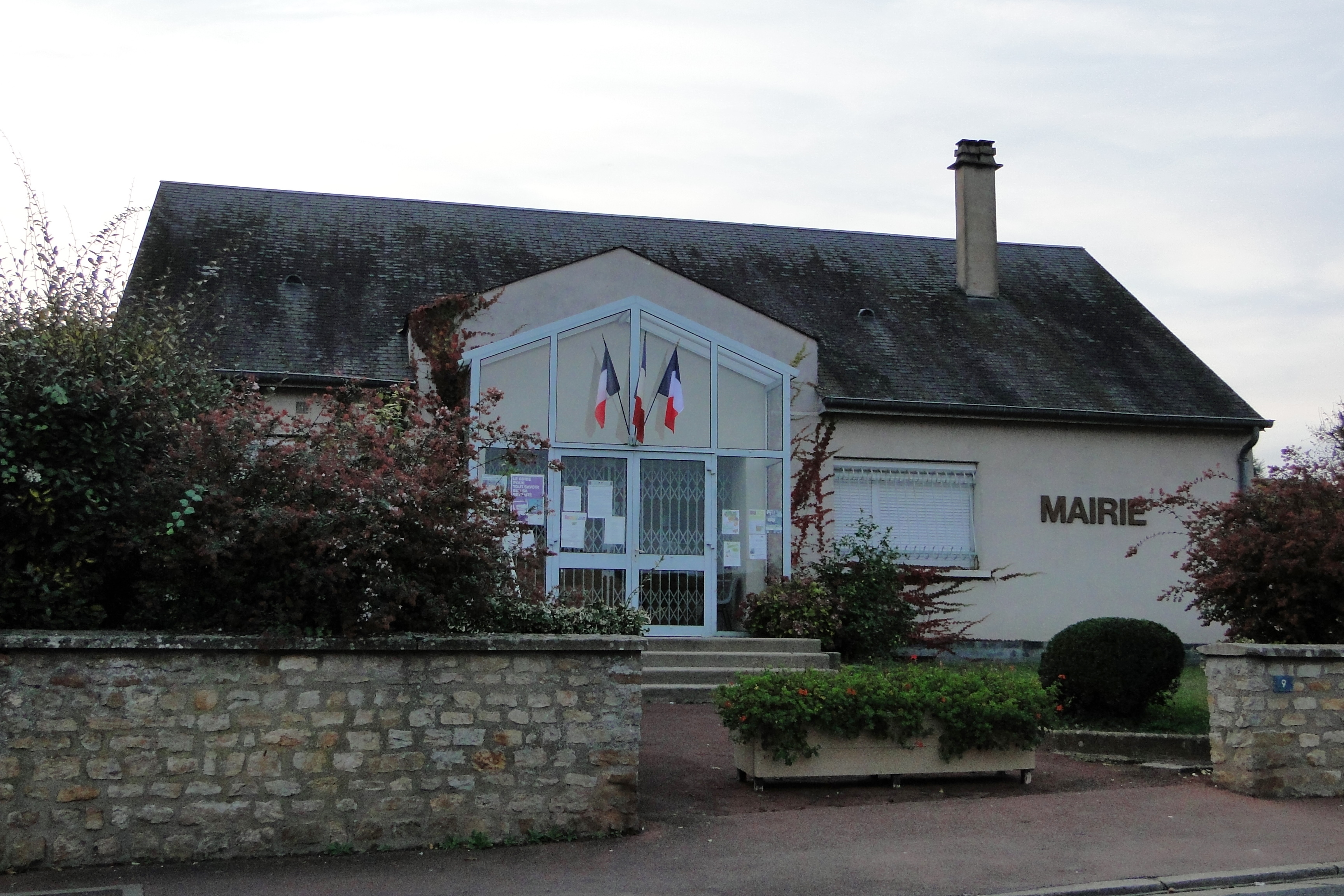
La mairie.

### Liste des maires
| Période                                  | Période       | Identité               | Étiquette | Qualité                                                 |
| ---------------------------------------- | ------------- | ---------------------- | --------- | ------------------------------------------------------- |
| Les données manquantes sont à compléter. |               |                        |           |                                                         |
| 1800                                     | décembre 1810 | François Noël Couasnon |           |                                                         |
| Les données manquantes sont à compléter. |               |                        |           |                                                         |
| 1961                                     | mars 1965     | Paul Georget           |           |                                                         |
| mars 1965                                | mars 1977     | Lucien Mayet           |           | Exploitant agricole retraité                            |
| mars 1977                                | mars 1983     | Jean Thomas            | PS        | Professeur de mathématiques en collège                  |
| mars 1983                                | juin 1995     | Jean Drouet            |           | Notaire                                                 |
| juin 1995                                | mars 2008     | Jacques Serreau        | DVD       | Notaire                                                 |
| mars 2008                                | mars 2014     | Jacques Estival        | UDI       | Ingénieur                                               |
| mars 2014                                | En cours      | Michel Gendry          | DVD       | Agriculteur 7e vice-président de la CC du Pays Sabolien |

## Démographie
L'évolution du nombre d'habitants est connue à travers les recensements de la population effectués dans la commune depuis 1793. Pour les communes de moins de 10 000 habitants, une enquête de recensement portant sur toute la population est réalisée tous les cinq ans, les populations de référence des années intermédiaires étant quant à elles estimées par interpolation ou extrapolation. Pour la commune, le premier recensement exhaustif entrant dans le cadre du nouveau dispositif a été réalisé en 2007.
En 2022, la commune comptait 1 998 habitants, en évolution de −5,67 % par rapport à 2016 (Sarthe : −0,25 %, France hors Mayotte : +2,11 %).
| 1793  | 1800  | 1806  | 1821  | 1831  | 1836  | 1841  | 1846  | 1851  |
| ----- | ----- | ----- | ----- | ----- | ----- | ----- | ----- | ----- |
| 2 161 | 1 997 | 2 013 | 1 999 | 2 226 | 2 288 | 2 315 | 2 456 | 2 412 |

| 1856  | 1861  | 1866  | 1872  | 1876  | 1881  | 1886  | 1891  | 1896  |
| ----- | ----- | ----- | ----- | ----- | ----- | ----- | ----- | ----- |
| 2 313 | 2 260 | 2 200 | 2 166 | 2 051 | 2 023 | 1 940 | 1 895 | 1 776 |

| 1901  | 1906  | 1911  | 1921  | 1926  | 1931  | 1936  | 1946  | 1954  |
| ----- | ----- | ----- | ----- | ----- | ----- | ----- | ----- | ----- |
| 1 622 | 1 544 | 1 583 | 1 474 | 1 451 | 1 400 | 1 347 | 1 351 | 1 380 |

| 1962  | 1968  | 1975  | 1982  | 1990  | 1999  | 2006  | 2007  | 2012  |
| ----- | ----- | ----- | ----- | ----- | ----- | ----- | ----- | ----- |
| 1 281 | 1 160 | 1 190 | 1 432 | 1 640 | 1 810 | 1 999 | 2 023 | 2 141 |

| 2017  | 2022  | - | - | - | - | - | - | - |
| ----- | ----- | - | - | - | - | - | - | - |
| 2 100 | 1 998 | - | - | - | - | - | - | - |

## Culture locale et patrimoine

### Lieux et monuments
- Tour Saint-Pierre, du XIIe siècle, inscrite au titre des Monuments historiques en 1963[28], vestige de l'ancienne église Saint-Pierre[29].
- Calvaire monumental, du XVIIIe siècle, inscrit au titre des Monuments historiques en 1978[30],[31].
- Manoir de Rousson, des XVe, XVIe et XVIIIe siècles, inscrit au titre des Monuments historiques en 1984[32],[33].
- Église Saint-Martin, des XIe ou XIIe, XVe, XVIe et XIXe siècles, recensée à l'inventaire général du patrimoine culturel[34].
- Maison à tours ronde et carrée, dite Maison Pérottin, ancienne prison, recensée à l'inventaire général du patrimoine culturel[35].
- Manoir du Grand Poligné, des XVe, XVIe et XIXe, recensé à l'inventaire général du patrimoine culturel[36].
- Le logis Saint-Martin, manoir des XVe, XVIe, XVIIIe et XIXe siècles, recensé à l'inventaire général du patrimoine culturel[37].
- Chapelle Notre-Dame-de-Pitié, dans le cimetière.
- Le moulin.
- Les croix de chemin : témoins de la piété populaire, on les a édifiées au cours des siècles pour protéger les voyageurs. Dix-huit croix de chemin ont été rénovées par l'association locale du patrimoine.

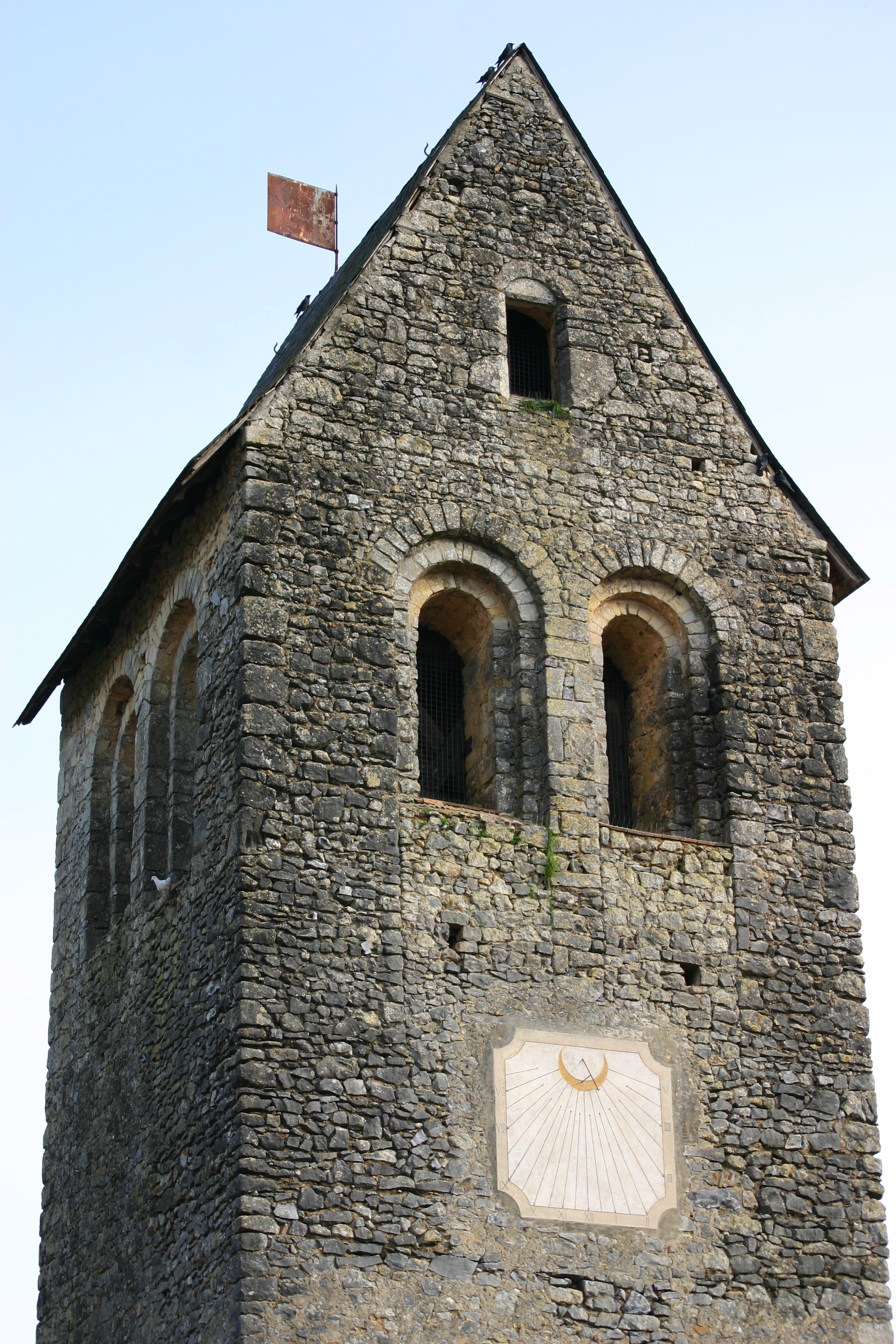
La tour Saint-Pierre.
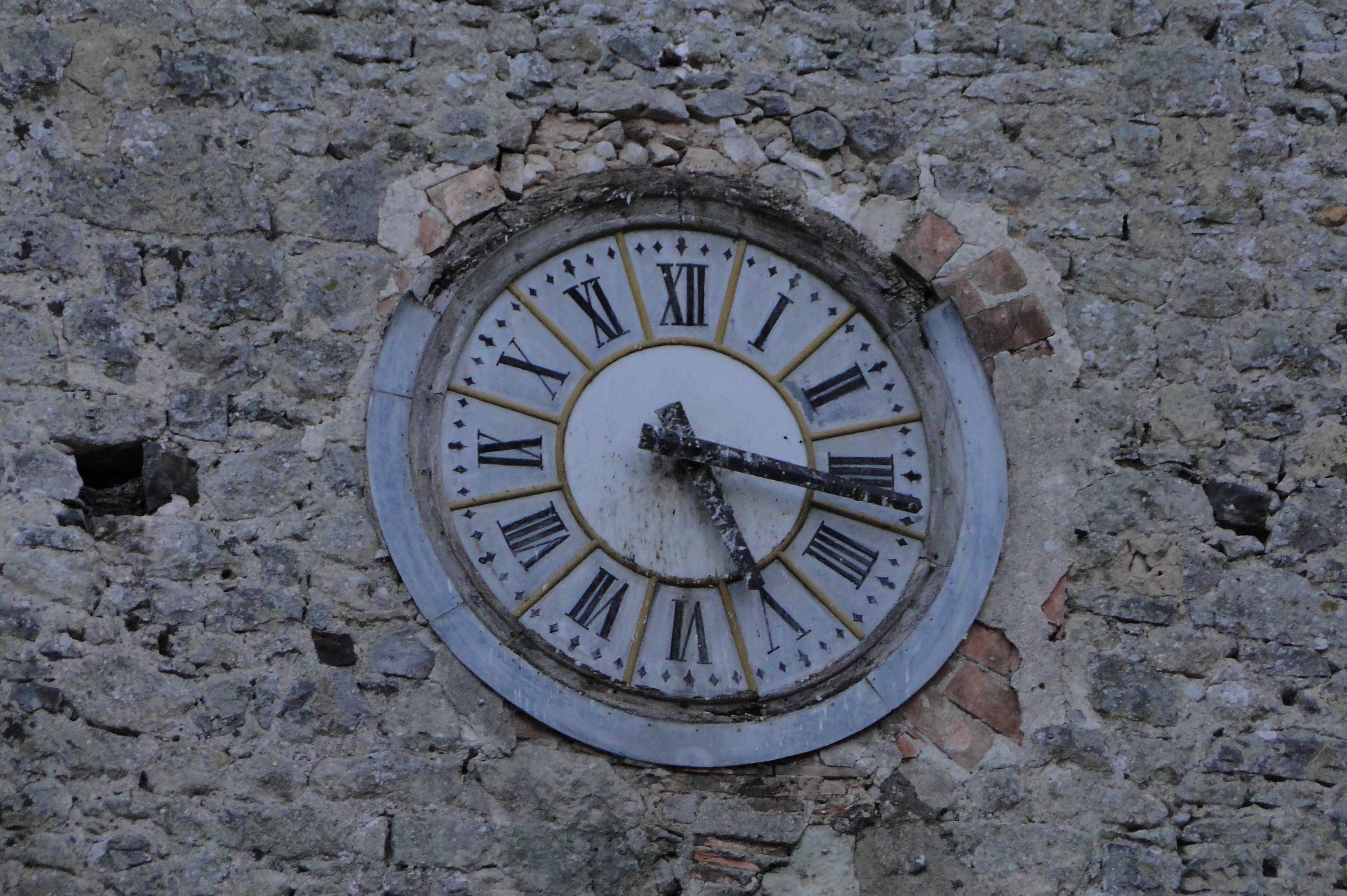
L'horloge de la tour Saint-Pierre.
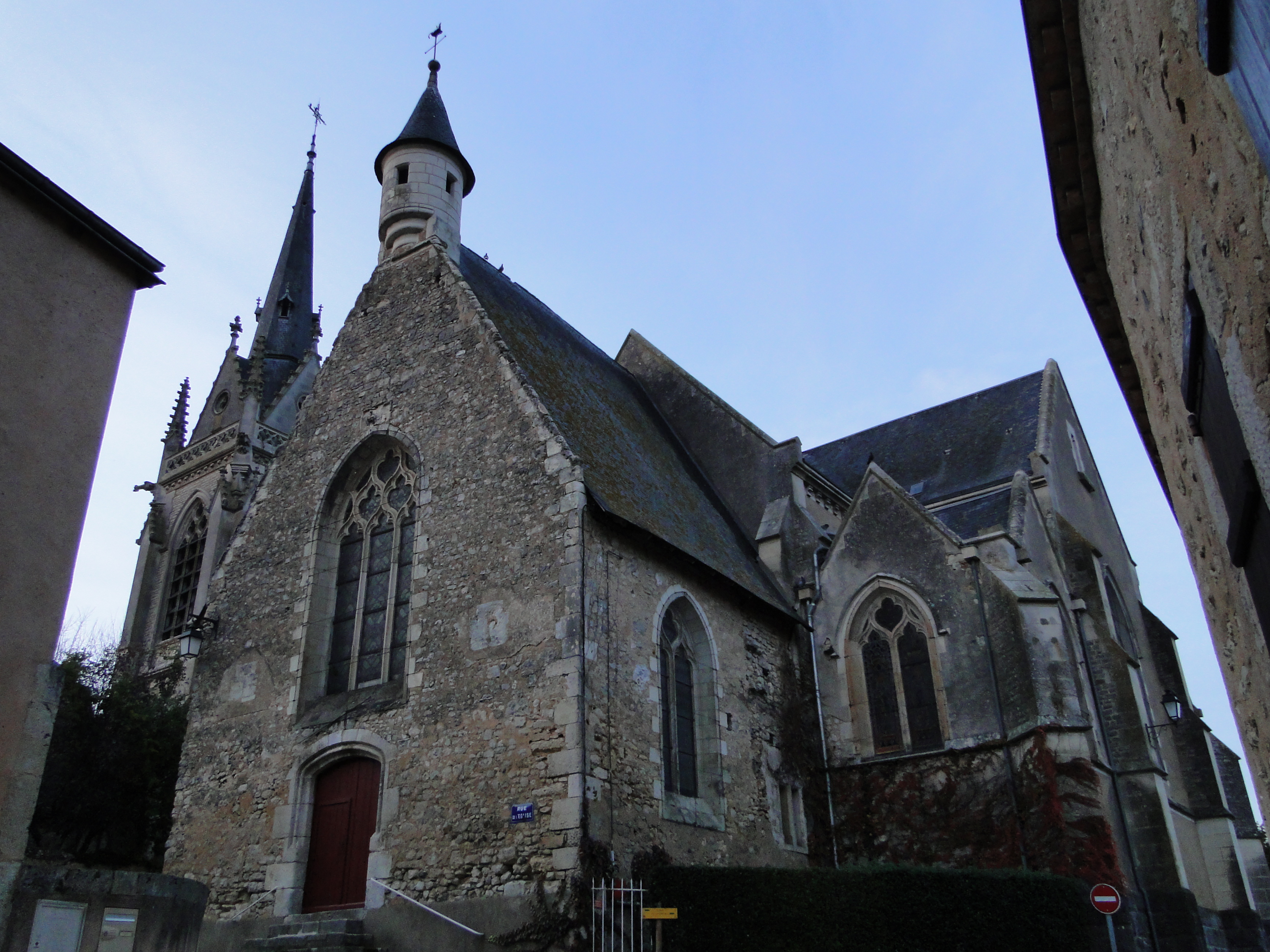
L'église Saint-Martin.
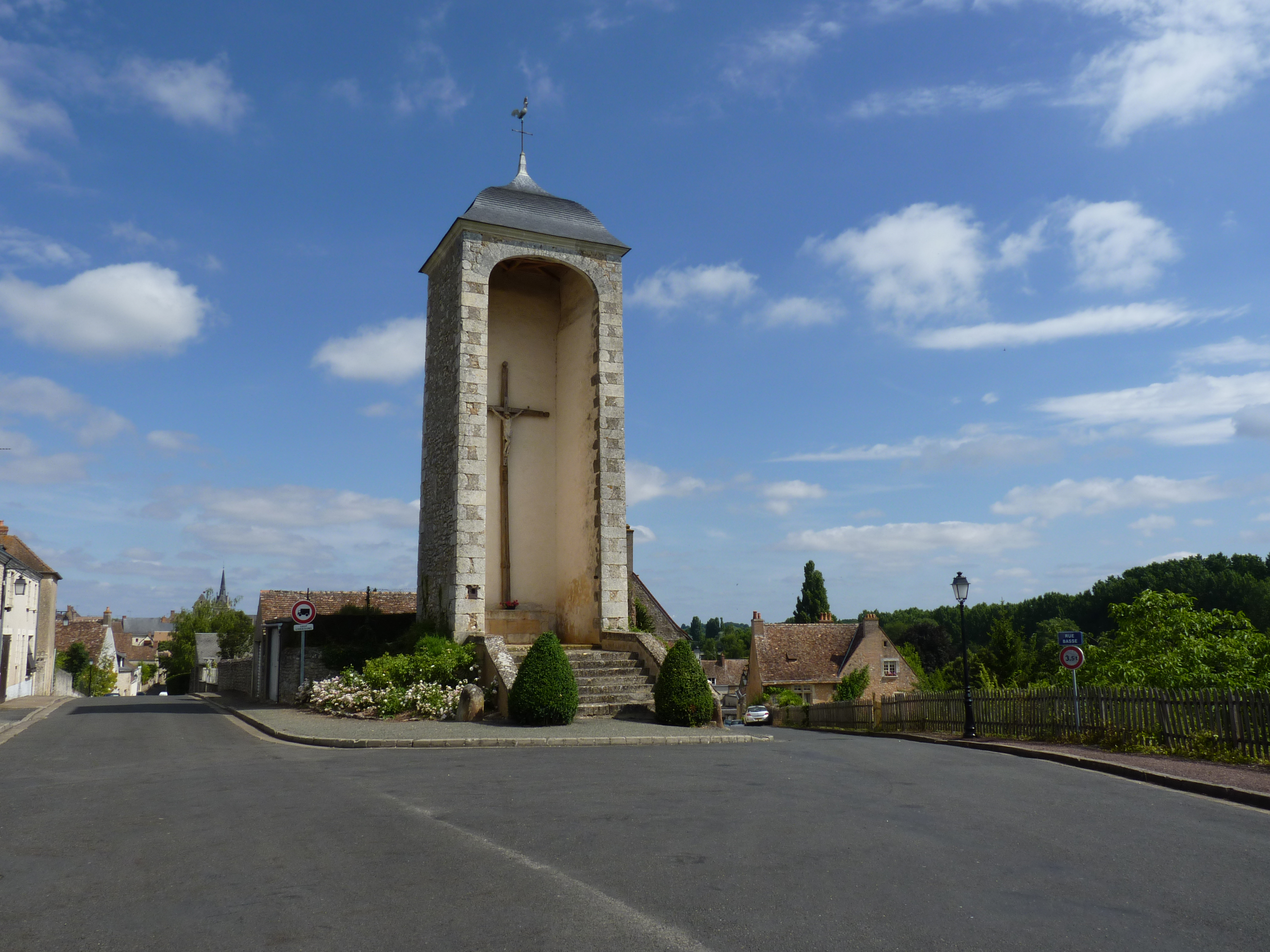
Le calvaire monumental.
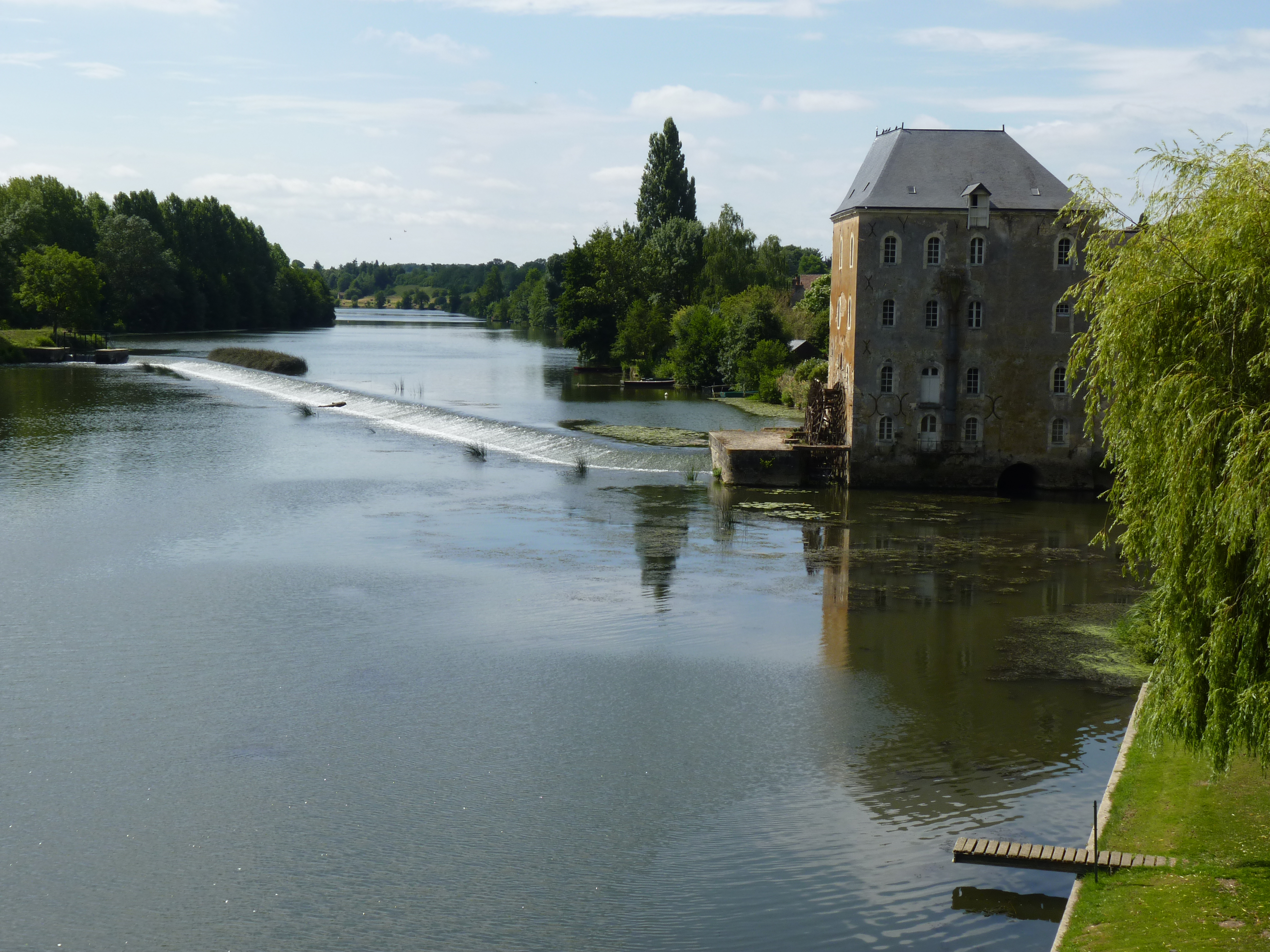
Le vieux moulin.
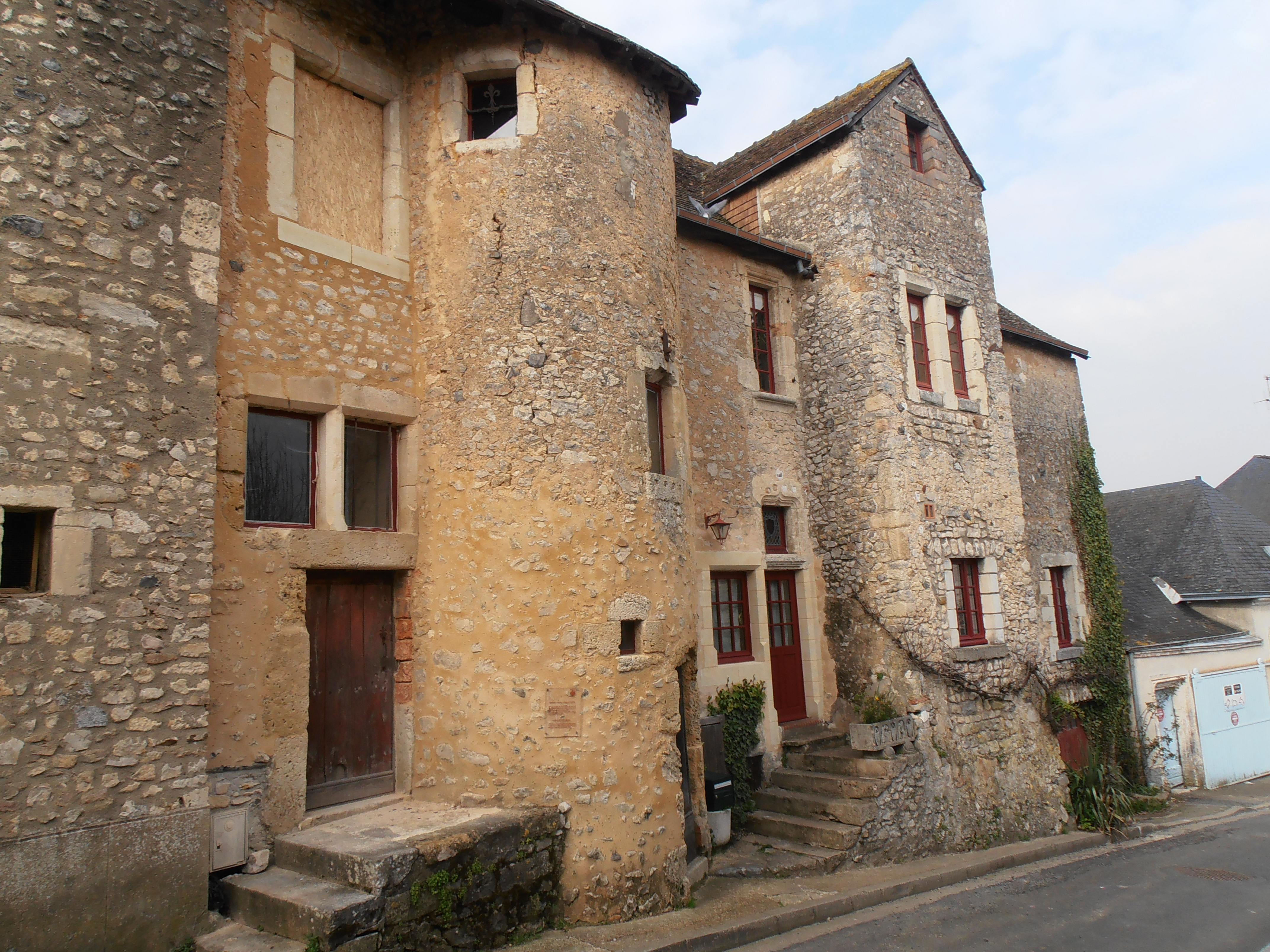
La maison à tour ronde et carrée, dite "Maison Pérottin".

### Activité, label et manifestations

#### Label
Parcé-sur-Sarthe est reconnue petite cité de caractère.

### Personnalités liées à la commune
- François Villon (1431-1463), poète, y a été brièvement emprisonné comme l'atteste une plaque apposée dans le circuit historique.
- Claude Chappe (1763-1805), inventeur du télégraphe aérien. Il faisait ses premiers essais en faisant passer des messages entre Brûlon et Parcé.
- Joseph-René Verdier (1819 à Parcé-sur-Sarthe - 1904), peintre aquarelliste et élève d'Auguste et Rosa Bonheur. Auteur de Étang au crépuscule, Petite Fille jouant avec un chien et Un Matin dans la lande (musée du Mans).
- Marcel Pagnol (1895-1974), qui achètera le moulin d’Ignière en 1930, où il séjourna, pour le revendre une vingtaine d’années plus tard. « Le Gendre de Monsieur Poirier » sera en partie tourné dans la région.
- François Dufeu (né en 1943 à Parcé), écrivain.
- Guy Janvier (1948 à Parcé-sur-Sarthe - 2024), homme politique.

### Héraldique
| Armes de Parcé-sur-Sarthe | Les armoiries de Parcé-sur-Sarthe se blasonnent ainsi : De sable fretté d'argent; au chef d'argent au lion issant de gueules, couronné, lampassé et armé d'azur. Armes de Geoffroy de Champagne. |